# Kalameshwar
Kalameshwar es una ciudad y  municipio situada en el distrito de Nagpur en el estado de Maharashtra (India). Su población es de 19578 habitantes (2011). Se encuentra a 25 km de Nagpur.

## Demografía
Según el censo de 2011 la población de Kalameshwar era de 19578 habitantes, de los cuales 10047 eran hombres y 9531 eran mujeres. Kalameshwar tiene una tasa media de alfabetización del 91,77%, superior a la media estatal del 82,34%: la alfabetización masculina es del 95,05%, y la alfabetización femenina del 88,33%.